# Montagna-le-Reconduit
Montagna-le-Reconduit là một xã của tỉnh Jura, thuộc vùng Bourgogne-Franche-Comté, miền đông nước Pháp.